# Metoda dyferencyjna
Metoda dyferencyjna (zwana także metodą różnicową) – sposób ustalania wysokości szkody doznanej na skutek zdarzenia powodującego szkodę. Polega na porównaniu dwóch stanów dóbr tj. porównaniu rzeczywistego stanu majątku poszkodowanego po zdarzeniu sprawczym ze stanem hipotetycznym, czyli takim który powstałby, gdyby do zdarzenia sprawczego nie doszło. Można wyróżnić dwa rodzaje szkody, czyli stratę, ale także jej dalsze konsekwencje (np. niemożność dojechania tego dnia do pracy, koszt wynajmu samochodu zastępczego na czas naprawy, być może również utratę ulgi u ubezpieczyciela samochodu) – czyli utracone korzyści.
Z metody dyferencyjnej wynika konieczność uwzględnienia tzw. compensatio lucri cum damno, czyli zaliczania uzyskanych korzyści na poczet szkody. Reguła ta każe brać pod uwagę przy ocenie szkody także ewentualne korzystne następstwa, jakie wywołało zdarzenie powodujące szkodę. 
Podstawową przesłankę stosowania kompensacji stanowi tożsamość zdarzenia, którego następstwem jest szkoda, jak i odniesiona korzyść. Wymaga się też, aby uzyskana korzyść zaspokajała te same interesy poszkodowanego, które ma zaspokoić odszkodowanie oraz aby wynikała z tej samej podstawy prawnej. Ponadto obowiązkiem poszkodowanego jest wykazanie adekwatnego związku przyczynowego między zachowaniem sprawcy a stratą (art. 361 § 1 i 2 k.c.) oraz wykazanie - w odpowiednim stopniu prawdopodobieństwa - tak opisanego hipotetycznego stanu majątkowego.

## Sytuacje, w których ma zastosowanie metoda dyferencyjna
1. Stan rzeczywisty jest taki sam lub wyższy od stanu hipotetycznego majątku; znaczy to, że zdarzenie sprawcze nie wywołało szkody;
Przykład: A w sposób zawiniony zniszczył czyjąś rzecz niemającą żadnej wartości majątkowej (pasmo włosów po osobie bliskiej).
2. Stan rzeczywisty jest niższy od stanu hipotetycznego majątku, a zarazem niższy od stanu sprzed powstania zdarzenia sprawczego. Wówczas poszkodowany poniósł szkodę w postaci straty; jego majątek uległ bowiem efektywnemu zmniejszeniu;
3. Stan rzeczywisty jest niższy od stanu hipotetycznego majątku, ale równy stanowi sprzed powstania zdarzenia sprawczego. Wówczas poszkodowany poniósł szkodę wyłącznie w postaci utraconych korzyści;
4. Stan rzeczywisty jest niższy od stanu hipotetycznego majątku, przy czym różnica ta jest większa, niżby to wynikało z porównania stanu rzeczywistego ze stanem sprzed powstania zdarzenia sprawczego (przypadek 2). Wówczas poszkodowany poniósł szkodę obejmującą łącznie stratę i utracone korzyści; np. uszkodzona taksówka wykorzystywana zarobkowo musi zostać naprawiona (strata), jednocześnie przez okres naprawy nie pozwala na uzyskanie przychodu (utracone korzyści);

## Metoda obiektywna
Metodę obiektywną (realną) stosuje się, kiedy nie można zastosować metody dyferencyjnej - polega ona na tym, że szkodę ujmuje się jako uszczerbek w naruszanym dobrze rozpatrywany niezależnie od stosunku tego dobra do całego mienia poszkodowanego i niezależnie od późniejszych następstw.